# アタプエルカ
アタプエルカ（スペイン語: Atapuerca）は、スペイン・カスティーリャ・イ・レオン州ブルゴス県のムニシピオ（基礎自治体）。カルスト地形の広がるアタプエルカ山地（Sierra de Atapuerca, シエラ・アタプエルカとも）の名前の由来にもなっている。一帯のカルスト地形にはグラン・ドリーナのような洞窟がいくつもあり、ヨーロッパにおける最も初期の人類が残した石器類なども発見されている。

## 歴史

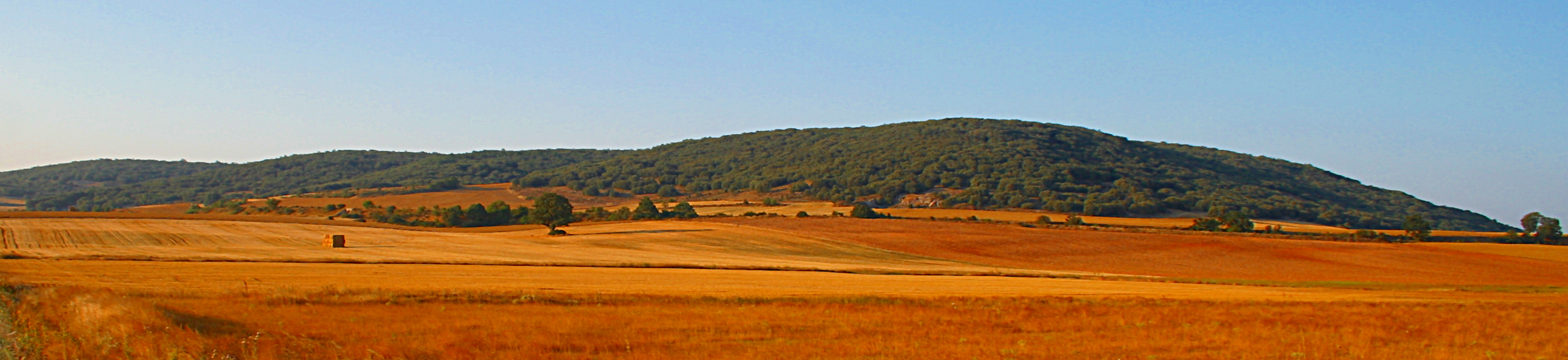
アタプエルカ山地

ブレバの山道はイベリア半島内陸部や他の大陸ヨーロッパをつなぐもので、同時にエブロ川渓谷とドゥエロ川渓谷の接点でもある。そうした交通の要衝として、古代ローマ時代にはローマ街道の一部であったし、中世にはサンティアゴ・デ・コンポステーラの巡礼路の一部でもあった。現在は高速道路が通っている。
アタプエルカはカスティーリャ王国のフェルナンド1世とその兄弟であるナバラ王国のガルシア3世が争った「アタプエルカの戦い」（1054年）の舞台にもなった。

## 人口
- アタプエルカ地区 : 153人
- オルモス・デ・アタプエルカ地区 : 55人

人口は2010年時点
| アタプエルカの人口推移 1900－2011                       |
|                                                         |
| 出典:INE（スペイン国立統計局）1900年 - 1991年、1996年 - |

## 遺跡
20世紀後半に行われたいくつかの遺跡の発掘で、旧人類（ホモ・エレクトスやホモ・ハイデルベルゲンシスなど）から青銅器時代のホモ・サピエンス・サピエンスにいたるまでの幅広い人類の生活の痕跡が発見されている。
アタプエルカの遺跡の中でも最も有名なものは、シマ・デ・ロス・ウエソス（Sima de los Huesos, 骨の採掘坑）である。この遺跡はクエバ・マヨル（Cueva Mayor, 「主要な洞窟」）に穿たれた深さ13 m の穴の底にあり、そこで発見された人骨は少なくとも更新世中期にあたる35万年前に遡る。ここで発見された人骨は多く、およそ30体の骨格を形成するもので、種別にはネアンデルタール人の直接の祖先にあたるホモ・ハイデルベルゲンシスのものである。発掘者たちには、この穴に人骨が集中している事実は、洞窟の住人たちによって埋葬行為が行われていた可能性があることを示唆する者もいる。他方で、これと対立する見解では、骨の密集の中に小さな骨が欠けていることを挙げて、自然の作用で穴に流れ込んだに過ぎないとしている。
2007年6月には、アタプエルカの遺跡で調査にあたった共同責任者のホセ・マリア・ベルムデス・デ・カストロによって、「100万年以上前に道具を製造した人類の解剖学的痕跡」が発表された。

### 世界遺産
アタプエルカの遺跡は2000年にユネスコの世界遺産に登録された。
この世界遺産は世界遺産登録基準のうち、以下の条件を満たし、登録された（以下の基準は世界遺産センター公表の登録基準からの翻訳、引用である）。
- (3) 現存するまたは消滅した文化的伝統または文明の、唯一のまたは少なくとも稀な証拠。
- (5) ある文化（または複数の文化）を代表する伝統的集落、あるいは陸上ないし海上利用の際立った例。もしくは特に不可逆的な変化の中で存続が危ぶまれている人と環境の関わりあいの際立った例。